# إميليو بورو
إميليو بورو (بالإسبانية: Emilio Porro)‏ هو لاعب كرة قدم أرجنتيني في مركز الدفاع، ولد في 27 مايو 1996 في بوينس آيرس في الأرجنتين. لعب مع نادي أتليتكو للبنين ‏.

## وصلات خارجية
- إميليو بورو على موقع قاعدة بيانات كرة القدم.إي يو (الإنجليزية)
- إميليو بورو على موقع Soccerway.com (الإنجليزية)